# 章志文
章志文（Cheung Chi Man, Albert，1978年12月3日—），香港男演員，曾為無綫電視基本藝人合約藝員，亦是《流行都市》節目主持之一。
章志文曾就讀高主教書院小學部及中學部，完成中學課程後與家人移民加拿大多倫多，1999年畢業於加拿大麥馬士達大學心理學系。2000年入讀第13期無綫電視藝員訓練班並順利畢業。現時除了當藝人外，他亦有當保險經紀和擔任活動司儀。
章志文於2004年與同為無綫電視藝員的陳念君結婚，2009年兩人育有一子章皓謙（Micah），章氏一家移民前曾居於屯門。
章志文與在愛·回家之開心速遞飾演大小姐的林淑敏皆是「都市閒情」的主持，亦曾在該劇飾演大小姐的前度。
2022年3月15日，章志文主持最後一集《流行都市》，之後離開效力22年的無綫電視，回流加拿大。他在當地加入新時代電視繼續從事主持行業。

## 演出作品

### 電視劇（無綫電視）
| 首播        | 劇名               | 角色 |
| 2000年      | 創世紀II天地有情   | 酒客 (第92集)、豪手下 (第102集) |
| 2000年      | 男親女愛           | 報紙檔老闆 (第15集)、文員 (第29集)、求婚者 (第84集)、記者 (第93集) |
| 2001年      | FM701              | 快餐店客人 (第35集)、跑步者 (第42集)、蛇仔明 (第53集) |
| 2001年      | 美味情緣           | 操控員 (第3集) |
| 2001年      | 七姊妹             | 車伕 (第5集)、麥家下人 (第5集) |
| 2001年      | 尋秦記             | 家將 (第8集)、穆家將 (第18-19、23集) |
| 2001年      | 封神榜             | 士兵 |
| 2001-2002年 | 皆大歡喜           | 年同袍 (第1集)、學生 (第40集)、錢莊夥記 (第142集)、大漢 (第201集)、家丁 (第222集)、官差 (第231集)、酒樓夥計 (第245集)、馬面 (第264集)、張 (第285集)、讀 (第296集)、小販 (第320集) |
| 2002年      | 烈火雄心II         | 亞夏 (第6、8、10-11集)、麻醉師 (第33集) |
| 2002年      | 絕世好爸           | 招陽 (第2-4集) |
| 2003年      | 十萬噸情緣         | 旅客 (第1、3集) |
| 2003年      | 衝上雲霄           | 考生 (第6集)、飛揚職員 (第20集) |
| 2003年      | 花樣中年           | Richard |
| 2007年      | 蕭十一郎           | 嫖客 |
| 2010年      | 談情說案           | Simon |
| 2011年      | 七號差館           | 雜差 |
| 2012年      | 拳王               | 司儀（第10-11集） |
| 2012年      | 回到三國           | 龐統（第23-24集；又名「龐士元」、「鳯雛先生」） |
| 2012年      | 大太監             | 咸豐帝（第1-2集） |
| 2013年      | 巨輪               | 記者（第1集） |
| 2014年      | 忠奸人             | Vincent |
| 2014年      | 我们的天空         | 杂志社职员 |
| 2014年      | 愛·回家 (第一輯)   | 張主管 |
| 2014年      | 名門暗戰           | 林啟裕（Derek） |
| 2015年      | 實習天使           | 孕婦丈夫（第5集） |
| 2016年      | 廉政行動2016       | 程佩珊之夫 (第4-5集) |
| 2017年      | 與諜同謀           | 劉永謙 (第16-17集) |
| 2017年      | 賭城群英會         | 練馬師 (第2集) |
| 2017年      | 愛·回家之開心速遞  | 何恭梓（第126、235集） |
| 2017年      | 溏心風暴3          | Mark Yeung |
| 2017年      | 誇世代             | Otto（第37集） |
| 2018年      | 棟仁的時光         | 保險經紀 (第10集) |
| 2019年      | 白色強人           | Victor（第21集） |
| 2020年      | 機場特警           | 釗 |
| 2020年      | 那些我愛過的人     | 晨父（第15-16集） |
| 2020年      | 過街英雄           | 林利圖（第13集） |
| 2020年      | C9特工             | Max（第1集） |
| 2020年      | 踩過界II           | 顧正良教授（第28集） |
| 2021年      | 逆天奇案           | 保安（第24集） |
| 2021年      | 七公主             | 蔣律師（第6-7集） |
| 2021年      | 把關者們           | 趙富來（第1集） |
| 2021年      | 星空下的仁醫       | 喬父（第2-4集） |
| 2021年      | 青年心城之撐起青春 | 面試官（第4集） |
| 2022年      | 痞子殿下           | 記者 |
| 2022年      | 法證先鋒V          | 井耀昌 |
| 2023年      | 法言人             | 關醫生（第10集） |

### 電視節目
- 2001年：求其一個夢
- 2008年：亮相
- 2008年：「健康快車」光明之旅
- 歡樂滿東華
- 萬千星輝賀台慶
- 2009年：智激校園
- 2013年：《爸B也Upgrade》
- 2014年：《爸B也Upgrade 2》
- 2015年：《萬里尋爸》
- 2016年：《今日VIP》
- 2017年：《都市閒情之赤口格鬥營》
- 2018年：《都市閒情之安齡初一冇時停》

### 節目主持
- 娛樂大搜查
- 東張西望
- 都市閒情
- 文化廣場——他從2000年藝員訓練班畢業，被安排主持這個節目，直至2019年節目最後一集為止。[6]
- 流行都市

### 電視廣告
- 港龍航空
- 綠箭香口膠
- 花旗銀行
- 叮叮粥麵
- 2011年：中國平安網上汽車保險
- 2011年：食環署 營養標籤
- 2012年：3M 無痕膠貼聖誕篇
- 2014年：3M 無痕膠貼新年篇
- 2016年：FOSA 亞「保‧鮮」味

## 書籍
- 2016年：《志在漁樂》（與吳偉強合著）

## 外部連結
- 志文愛生活 - 我愛我生活 - Yahoo! BLOG （页面存档备份，存于）
- 章志文TVB Blog （页面存档备份，存于）